# Итон, Джон
Джон Итон (англ. John Henry Eaton; 18 июня 1790 — 17 ноября 1856, Вашингтон) — американский политический деятель и дипломат из Теннесси,  который служил в сенате США и был военным министром США в администрации Эндрю Джексона (1829—1831) при президенте Эндрю Джексоне. Ему было 28 лет, когда он вступил в должность, что делает его вторым самым молодым сенатором США в истории после Армистеда Томсона Мейсона.

## Биография
Родился в городе Скотланд Нек, округ Галифакс, Северная Каролина, посещал государственную школу, затем учился в университете Северной Каролины. Его первая жена Майра Льюис умерла в 1818 году, когда ему было 28 лет. 
Итон был адвокатом и членом Демократической партии США, служил в армии США во время войны 1812 года и был членом Палаты представителей Генеральной ассамблеи Теннесси с 1815 до 1816 года.
Итон женился на своей второй жене Маргарет О'Нил Тимберлейк (больше известная как Пегги Итон) — давней подруге и недавно овдовевшей, в 1829 году, через годы после встречи с ней и её мужем в Вашингтоне, округ Колумбия.
В 1818 он избран сенатором от штата Теннесси и занимал эту должность до 1829 года. Вступление его в должность сенатора в возрасте 28 лет примечательно тем, что это противоречило требованиям Конституции США о том, что все сенаторы должны быть старше 30 лет.
Итон был близким другом Эндрю Джексона. После того, как Джексон стал президентом США, Итон и генеральный почтмейстер США Амос Кендалл стали членами кабинета Джексона, а также входили в его неформальный круг советников. Недоброжелатели Джексона назвали их «Кухонный кабинет» (англ. Kitchen Cabinet) (видимо потому, что эта группа, по сути, часто встречалась на кухне Белого дома).
Итон оставил место в Сенате в 1829 году из-за общественного скандала и был назначен на должность военного министра США Джексона с 1829 года до 1831 года. Почтенные дамы Вашингтонского светского круга во главе с Флорид Кэлхун, женой вице-президента Джона К. Калхуна, пренебрежительно отзывались в сторону Пегги Итон из-за ее скорого брака, после смерти мужа, и из-за слухов, что они имели романтические отношения до их брака. Слухи проникли в кабинет, в тот момент как жёны стали участвовать с оппозиционной стороны. Джексон был в ярости, что жену его друга презирали. Спор, известный как дело Петтикоат, косвенно способствовал политическому росту Мартина Ван Бюрена, члена кабинета Джексона, который поддержал Итонов.
После уговоров Мартина Ван Бюрена, Итон ушёл с поста военного министра 18 июня 1831 года. Позднее он служил в качестве губернатора Флориды с 1834 по 1836 год, а также в качестве посла США в Испании с 1836 по 1840 год.
Итон, масон, умер в Вашингтоне 17 ноября 1856 года. Он похоронен на Кладбище Оук-Хилл (Вашингтон).

## Наследие
Округ Итон в штате Мичиган назван в честь Джона Итона.